# Neptis paula
Neptis paula är en fjärilsart som beskrevs av Otto Staudinger 1895. Neptis paula ingår i släktet Neptis och familjen praktfjärilar. Inga underarter finns listade i Catalogue of Life.